# Dobra Nowogardzka Południowa
Dobra Nowogardzka Południowa – zlikwidowana stacja kolejowa w Dobrej, w gminie Dobra, w powiecie łobeskim, w woj. zachodniopomorskim, w Polsce. Została otwarta w 1913 roku przez NaK. W 1945 roku nastąpiło jej zamknięcie i w 1949 roku jej likwidacja. Znajdowała się na trasie linii kolejowej z Nowogardu.